# Madera (Kalifornia)
Madera település az Amerikai Egyesült Államok Kalifornia államában, Madera megyében, melynek megyeszékhelye is. Lakosainak száma 66 224 fő (2020. április 1.).

## Népesség
A település népességének változása:

| 2010 | 61 416 |
| 2020 | 66 224 |